# Okrajno sodišče v Sevnici
Okrajno sodišče v Sevnici je okrajno sodišče Republike Slovenije s sedežem v Sevnici, ki spada pod Okrožno sodišče v Krškem Višjega sodišča v Ljubljani. Trenutni predsednik (2017) je Matjaž Kučič.